# St. Andreas (Geesdorf)

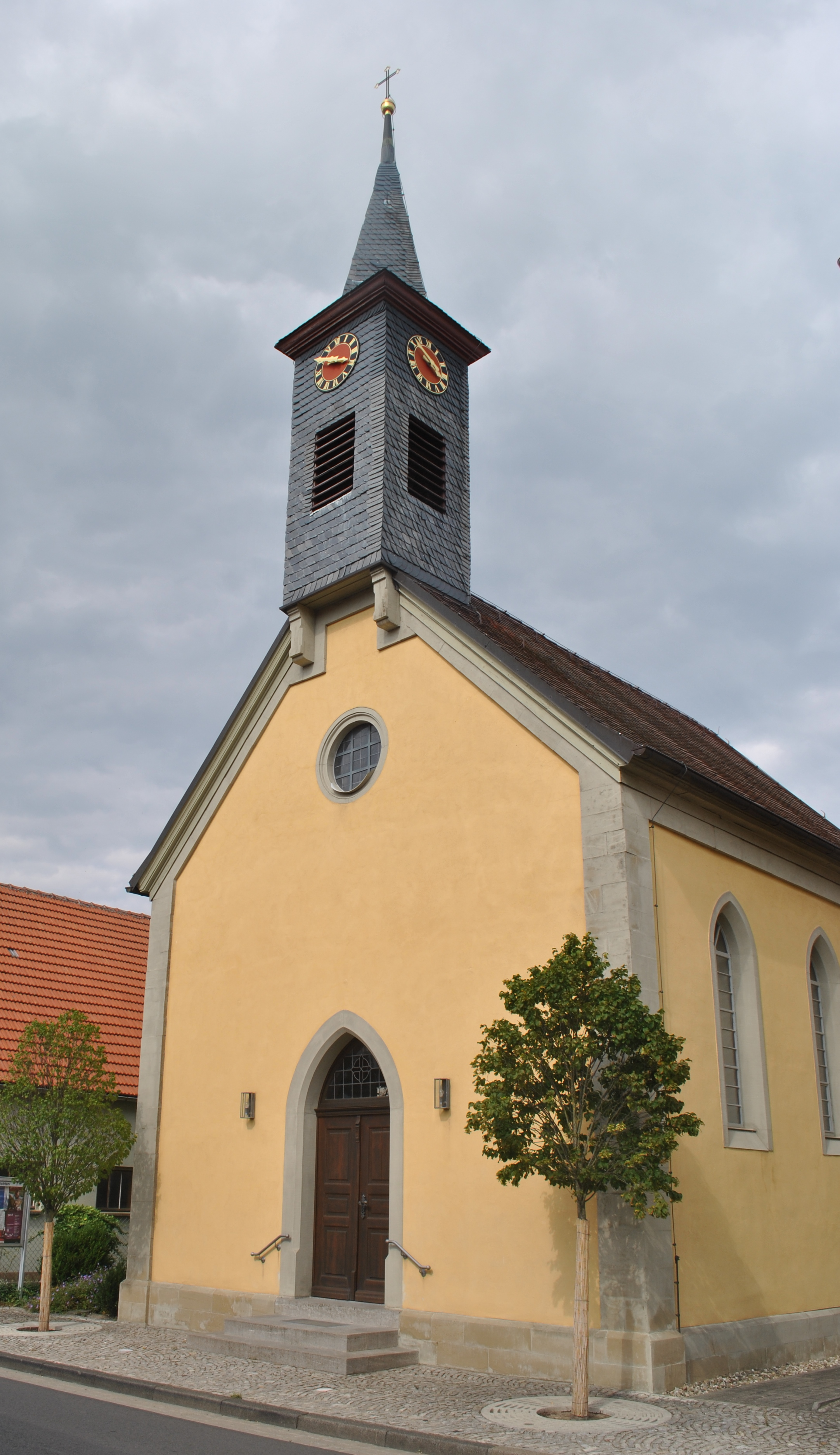
Die Kirche in Geesdorf

Die Kirche St. Andreas im unterfränkischen Geesdorf ist die katholische Filialkirche des Wiesentheider Ortsteils. Sie liegt inmitten des Ortes an der Rüderner Straße. Die Kirche ist heute Teil des Dekanats Kitzingen.

## Geschichte
Geesdorf wurde bereits im Jahr 1306 erstmals in den Quellen erwähnt. Ein eigenes Gotteshaus war allerdings noch einige Jahrhunderte nicht im Ort zu finden. Im frühen 19. Jahrhundert entstand ein kleiner Betsaal im alten Schulhaus. Die katholische Gemeinde war der Pfarrei Kirchschönbach zugeordnet. Erst in der zweiten Hälfte des 19. Jahrhunderts begannen die Vorbereitungen dem Dorf ein eigenes Kirchengebäude zu geben.
Im Jahr 1862 nahm der Neubau konkrete Formen an. Am 8. Mai 1862 wurde der Grundstein für die neue Kirche gelegt, als Baumeister hatte man den Würzburger Joseph Mack gewinnen können. Bereits ein Jahr später, am 25. Mai 1863, wurde die Filialkirche vom Kirchschönbacher Pfarrer Joseph Kuhn benediziert. Renovierungen wurden 1977 und 1986 vorgenommen. Das Bayerische Landesamt für Denkmalpflege ordnet die Kirche als Baudenkmal ein.

## Architektur
Die Kirche präsentiert sich als kleiner, neugotischer Saalbau. Sie ist geostet und besitzt oberhalb der Westfassade einen Dachreiter. Er besitzt einen viereckigen Spitzhelm, unterhalb davon wurden vier Uhren angebracht. Drei Spitzbogenfenster durchlichten das Kircheninnere. Die Fassade wird durch das Spitzbogenportal und ein Ochsenauge gegliedert. Die Sakristei südlich des Chores entstand im Jahr 1992.

## Ausstattung
Die Ausstattung entstammt zumeist der Errichtungszeit. Der Hochaltar wurde im Stil der Neugotik von Franz Schuler aus Würzburg erbaut. Ein hoher Tabernakelaufbau mit Kreuz bildet die Verzierung des Altars. Rechts und links sind Heiligenfiguren angebracht: Links ist die Figur des heiligen Wendelin zu finden, rechts ist der heilige Andreas aufgestellt. Sie kamen 1877 in das Gotteshaus. Weitere Figuren des 18. Jahrhunderts sind im Langhaus zu finden.
Insgesamt 14 Kreuzwegstationen durchziehen das Langhaus der Kirche. Aus dem 18. Jahrhundert ist das Gemälde des heiligen Wendelin, es war zuvor im Betsaal im alten Schulhaus aufgehängt. Die Orgel auf der Westempore wurde im Jahr 1863 geschaffen. Als Erbauer kommt wohl der Margetshöchheimer Anton Etthöfer in Betracht. 1967 reduzierte man die Register auf vier. Die Firma Hoffmann aus Ostheim vor der Rhön führte diese Erneuerung durch.

### Glocken
Das Geläut der Andreaskirche besteht aus zwei Glocken. Nach der Errichtung des Kirchengebäudes kamen zunächst zwei Glocken in den 1920er Jahren in das Gotteshaus. Im Zweiten Weltkrieg musste dann eine der beiden Glocken abgegeben werden, sodass das Geläut erst wieder im Jahr 1952 vollständig war.
| Gießer             | Grundton | Gussjahr | Durchmesser in Zentimeter | Gewicht in Kilogramm | Inschrift                                                                                          |
| ------------------ | -------- | -------- | ------------------------- | -------------------- | -------------------------------------------------------------------------------------------------- |
| Karl Czudnochowsky | e‘‘      | 1952     | 58                        | 115                  | „Muttergottes, erhalte uns den Frieden“                                                            |
| Gebr. Klaus        | gis‘‘    | 1921     | 49                        | 65                   | „Gestiftet von Friedrich Büschel und dessen Eltern“, „Gegossen von Gebr. Klaus, Heidingsfeld 1921“ |